# 忍冬杜鹃
忍冬杜鹃（学名：Rhododendron loniceriflorum），为杜鹃花科杜鹃花属下的一个植物种。灌木，叶呈披针形，伞形花序顶生，花期4个月。分布于中国福建省南部。